# Jean Georges Fruhinsholz
Jean Georges Fruhinsholz, né le 29 mars 1769 à Schiltigheim (Bas-Rhin) et mort le 31 décembre 1823 à Strasbourg, est un général français de la révolution et de l’Empire.

## États de service
Le 14 juillet 1790, il est l’un des 46 députés de la garde nationale de Strasbourg, à la Fête de la fédération à Paris.
Le 11 août 1792, il est élu lieutenant-colonel du 4e bataillon de volontaires du Bas-Rhin, et il sert à l’armée du Rhin de 1793 à 1795.
Il est promu général de brigade provisoire le 16 octobre 1793, et le 4 janvier 1794, il fait partie de la 4e division du général Desaix.
Le 13 juin 1795, il ne figure pas dans la réorganisation des états-majors, et il est réformé le 18 juillet 1795. 
Le 25 novembre 1797, il est remis en activité comme commandant de brigade. Le 4 novembre 1799, il rejoint la légion des Francs du Nord commandée par le général Eickemeyer. En 1800, il est nommé administrateur des biens nationaux à Worms.
Le 10 avril 1812, il commande la 79e cohorte du premier ban de la garde nationale, et 12 avril 1813, il rejoint l’état-major de la Grande Armée. Il participe à la défense de Dresde, et il est fait prisonnier après la capitulation le 11 novembre 1813.
Le 24 mai 1815, il aide à la défense de Strasbourg. Il meurt le 31 décembre 1823.

## Sources
- (en) « Generals Who Served in the French Army during the Period 1789 - 1814: Eberle to Exelmans »
- (pl) « Napoléon.org.pl »